# Leïla Sy
Pour les articles homonymes, voir Sy et Dixmier.
Leïla Sy, née Leïla Dixmier le 30 juin 1977, est une réalisatrice et militante française. Elle est connue pour son travail avec le rappeur Kery James, notamment en coréalisant le film Banlieusards.

## Biographie
Leïla Sy est née Leïla Dixmier, le 30 juin 1977 d'une mère française et d'un père sénégalais,.
Après avoir suivi l'école supérieure d'arts graphiques Penninghen,, elle entame sa carrière dans le hip-hop français par la presse spécialisée : d'abord rédactrice à Track List, elle devient directrice artistique de la version française de The Source,.
En 2005, elle fonde avec JoeyStarr, avec qui elle est à l'époque en couple, le collectif d'associations Devoirs de mémoires, dont elle est la présidente. Elle est nommée en 2017 parmi les personnalités qualifiées du groupement d'intérêt public visant à la création d'une Fondation pour la mémoire de l'esclavage.
En 2007, elle réalise avec Chris Macari son premier clip pour Kery James pour le titre Le combat continue part III de l'album À l'ombre du show business, en s'inspirant de celui réalisé pour le rappeur américain Common avec le titre The Game. Elle réalise ensuite de nombreux clips pour Kery James, dont elle devient également la directrice artistique. Ils réalisent tous deux leur premier long métrage en 2019, Banlieusards, dont le scénario est écrit par le rappeur. Le film sort sur Netflix en octobre,,.

## Filmographie

### Fictions
- 2019 : Je t'aim3, épisode Entre chien et Lou (court métrage)[14] avec Vald
- 2019 : Banlieusards, coréalisé avec Kery James
- 2023 : Yo Mama, coréalisé avec Amadou Mariko (d)
- 2023 : Banlieusards 2, coréalisé avec Kery James

### Documentaire
- 2011 : Rîmes et Châtiments (diffusé sur Direct Star)

### Clips
Liste non exhaustive.
- 2008 : Le combat continue part III de Kery James
- 2009 : Je représente de Kery James
- 2009 : Le Retour du rap français de Kery James
- 2012 : Heart Stop de Wax Tailor, coréalisé avec Mathieu Foucher
- 2012 : Lettre à la République de Kery James, coréalisé avec Mathieu Foucher
- 2012 : Dernier MC de Kery James
- 2013 : Constat amer de Kery James
- 2013 : À l'horizon de Kery James ft. Corneille
- 2013 : Mystère féminin de Kery James ft. Imany
- 2013 : Contre nous de Kery James ft. Youssoupha & Médine, coréalisé avec Kub & Cristo
- 2013 : Post Scriptum de Kery James
- 2014 : Paris de Tunisiano
- 2014 : Bolchoï de Soviet Suprem
- 2016 : Vivre ou mourir ensemble de Kery James
- 2016 : N'importe quoi de Kery James
- 2016 : Racailles de Kery James
- 2016 : Musique nègre de Kery James ft. Lino & Youssoupha
- 2016 : J'suis pas un héros de Kery James
- 2016 : Game of Bells de LEJ
- 2016 : Le Prix de Rockin' Squat
- 2018 : PDM de Kery James
- 2018 : J'rap encore de Kery James
- 2018 : Amal de Kery James
- 2018 : Sur le drapeau de 93 Empire (Suprême NTM x Sofiane)
- 2018 : À la Ideal J de Kery James
- 2018 : Le jour où j'arrêterai le rap de Kery James
- 2018 : Woah de 93 Empire (Sofiane, Vald, Soolking, Sadek, Mac Tyer, Heuss l'Enfoiré, Kalash Criminel)
- 2018 : Rêves de gamin de Nassi
- 2019 : Khapta de Heuss l'Enfoiré ft. Sofiane
- 2019 : À qui la faute de Kery James ft. Orelsan
- 2019 : Les Yeux mouillés de Kery James ft. Youssoupha
- 2019 : Le Mélancolique de Kery James (réalisé avec Julien Faustino)
- 2019 : Rester en vie de Kery James
- 2019 : Bon de Black M[15]
- 2019 : Beuh magique de Jul (créditée Lala Sy)
- 2020 : Calumet de Hornet La Frappe[16]
- 2020 : Blues de Kery James ft. Féfé
- 2020 : Lundi méchant de Gaël Faye
- 2020 : Outro de Lyna Mahyem
- 2020 : Control de Bilal Hassani
- 2021 : Le Goût de vivre de Kery James
- 2021 : Boomer de Gaël Faye

### Campagne de sensibilisation
- 2016 : The Sound of Silence pour le centre Primo-Levi[17]